# 794
794 هي سنة بسيطة تبدأ يوم الأربعاء حسب التقويم اليولياني.

## أحداث

### حسب المكان
أوروبا
الملك شارلمان يهاجم الساكسون من الشمال، مما يؤدي إلى استسلام الساكسون.
10 أغسطس

### بريطانيا
20 مايو

### آسيا
- كيوتو تصبح العاصمة الأولى لليابان.

## مواليد
- إيفار الكسيح